# Kvitsøy kommun
Kvitsøy kommun (norska: Kvitsøy kommune) är en kommun i Rogaland fylke i sydvästra Norge. Kommunen är Norges minsta till ytan, endast 5,7 km² stor. Den består av flera öar varav de fem största är bebodda, vilka är sammanknutna med korta broar. Centralort är tätorten Ydstebøhamn på ön Kvitsøy.
Fiske, sjöfart och lotsverksamhet har långa traditioner men nu för tiden har fisket fått en allt mindre betydelse. Idag spelar krabb- och räkfiske samt jordbruk en större roll. 
Kommunens högsta punkt är 28 meter över havet och finns på den obebodda ön Eime. Det är den lägsta högsta punkten bland alla Norges kommuner.

## Administrativ historik
Kvitsøy kommun upprättades den 1 januari 1923 genom utbrytning ur Mosterøy kommun. Kommunen hade 581 invånare vid upprättandet. Sedan dess har kommunens gränser förblivit oförändrade.

## Mellanvågsändare
Utanför Kvitsøy hade Norkring sedan 1982 en av världens starkaste mellanvågssändare, utomlands känd som "The Norweigan powerhouse" samt var en av två utsändningsplatser i Norge för kortvåg. Den andra kortvågsstationen fanns i Sveio. Numera har NRK upphört med sina kortvågssändningar och NRK Europakanalen upphörde med sina sändningar på den välkända frekvensen 1314 kHz 30 juni 2006 och i stationen användes under några år endast sporadiskt av olika utländska programbolag. 2011 beslutades att stationen skulle rivas i sin helhet, vilket också skedde 2012 då masterna fälldes genom sprängning.
Mellanvågsstationen bestod av 2st Telefunken S4006 på 600 kW vardera och matades ut till en rundstrålande antenn på en konstgjord ö vilket resulterade i en faktisk uteffekt av 2000 kW. Amerikanska "DX-are" fick ofta rekommendationen att lyssna efter Kvitsøy om de ville försöka få in Europa.

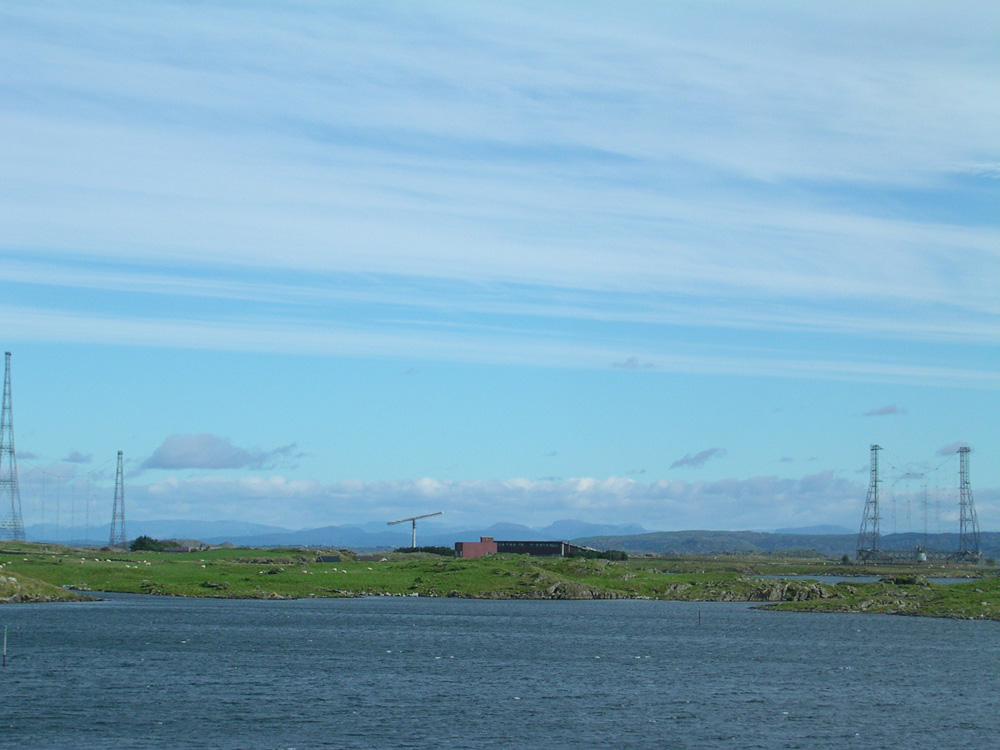
Radiosändaren i Kvitsøy (2003).
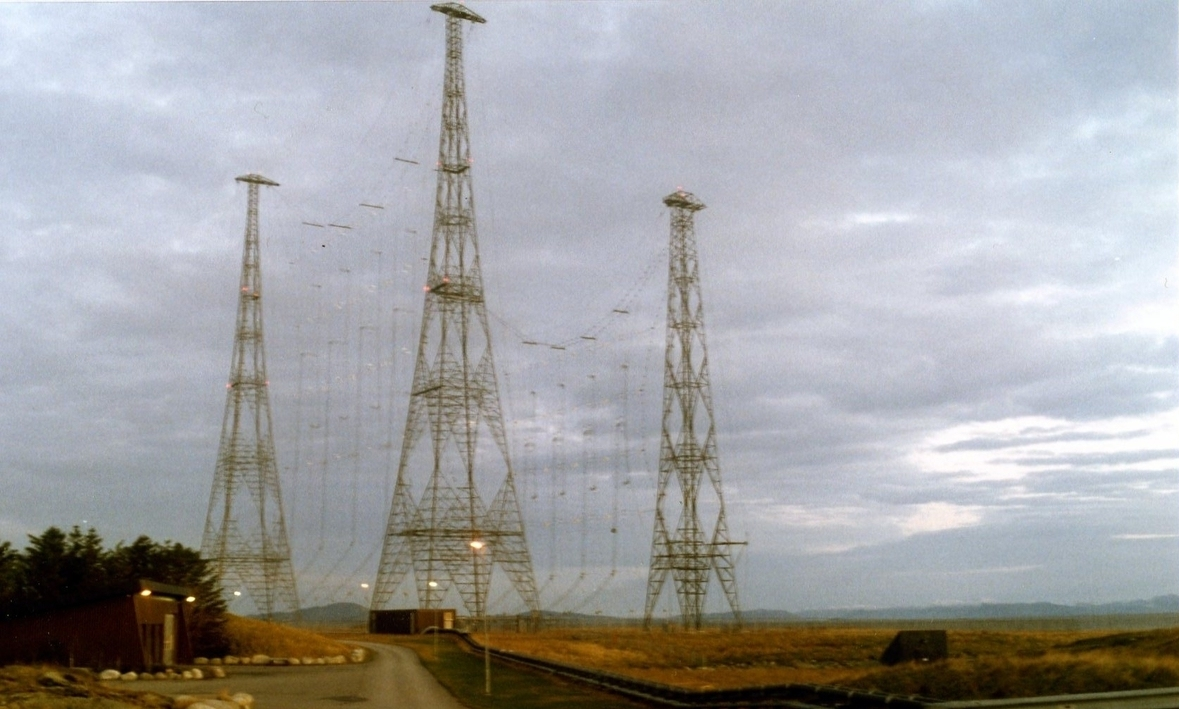
Masterna på Kvitsøy, 1990-tal.

## Tätorter
I Kvitsøy kommun finns en tätort:
- Ydstebøhamn (centralort)

## Socknar
Inom Norska kyrkan motsvaras Kvitsøy kommun av Kvitsøy socken i Tungenes prosteri i Bjørgvins stift.

## Bilder

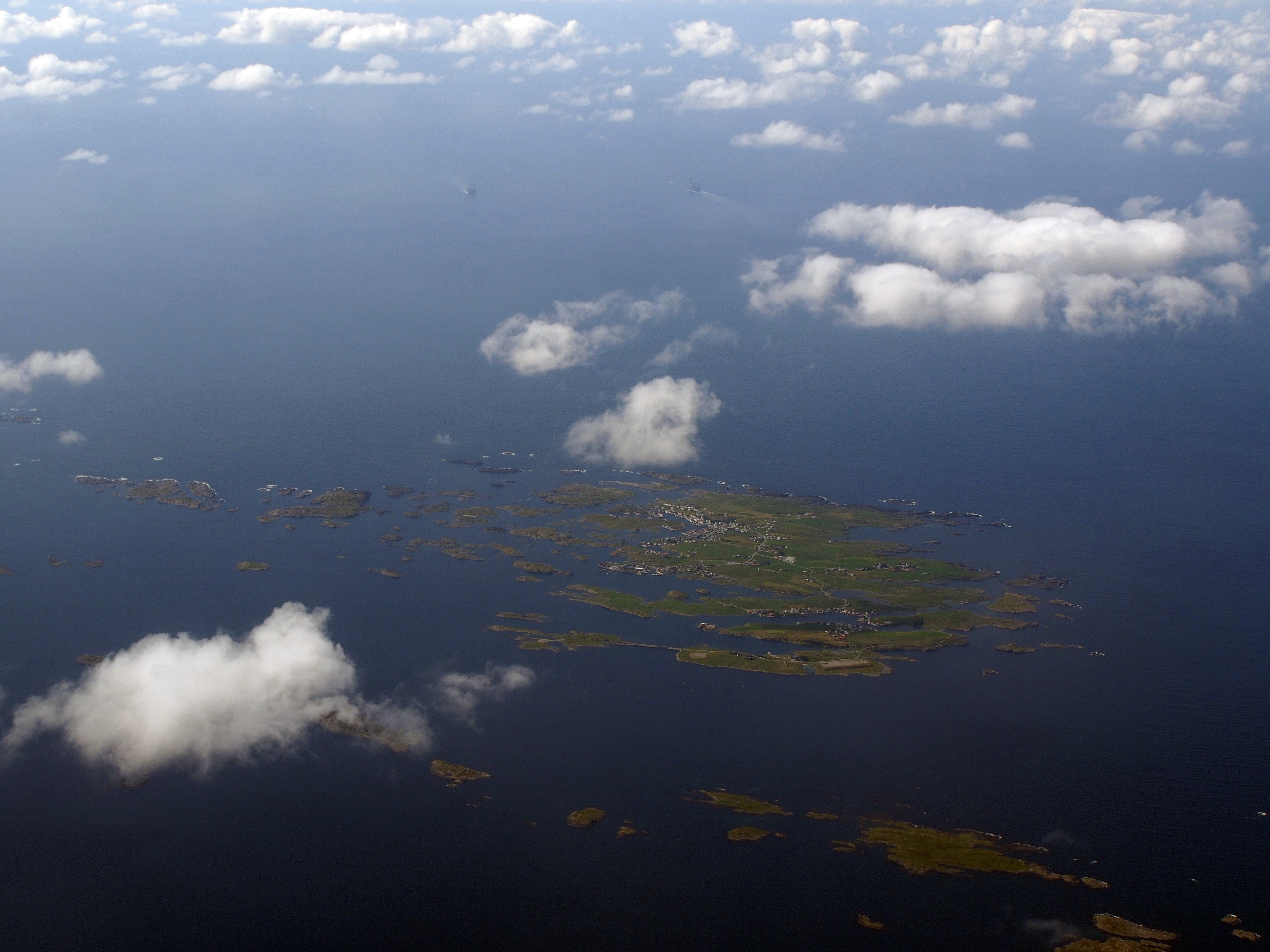
Ön Kvitsøy och omkringliggande öar sedda från luften.
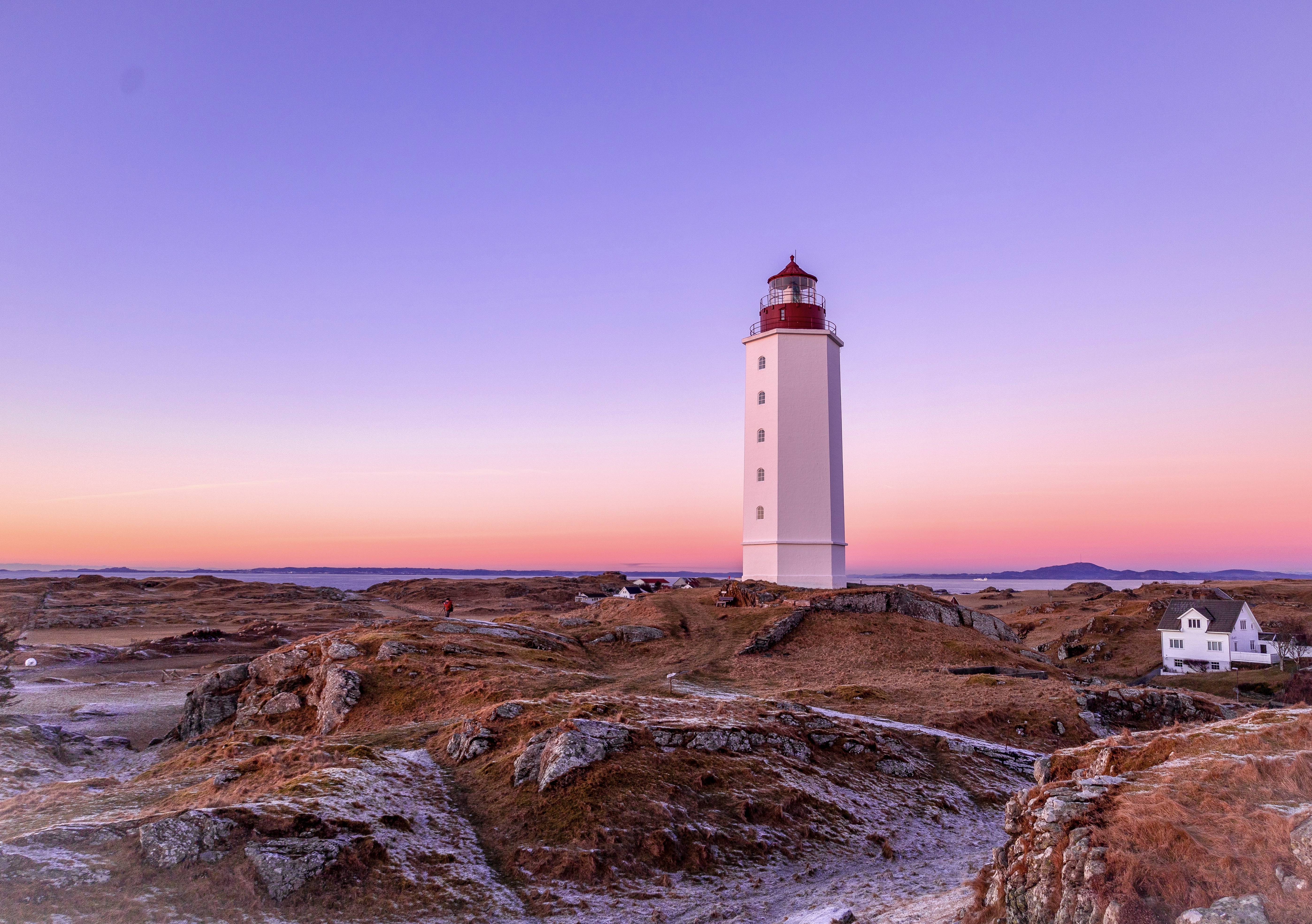
Kvitsøy fyr.
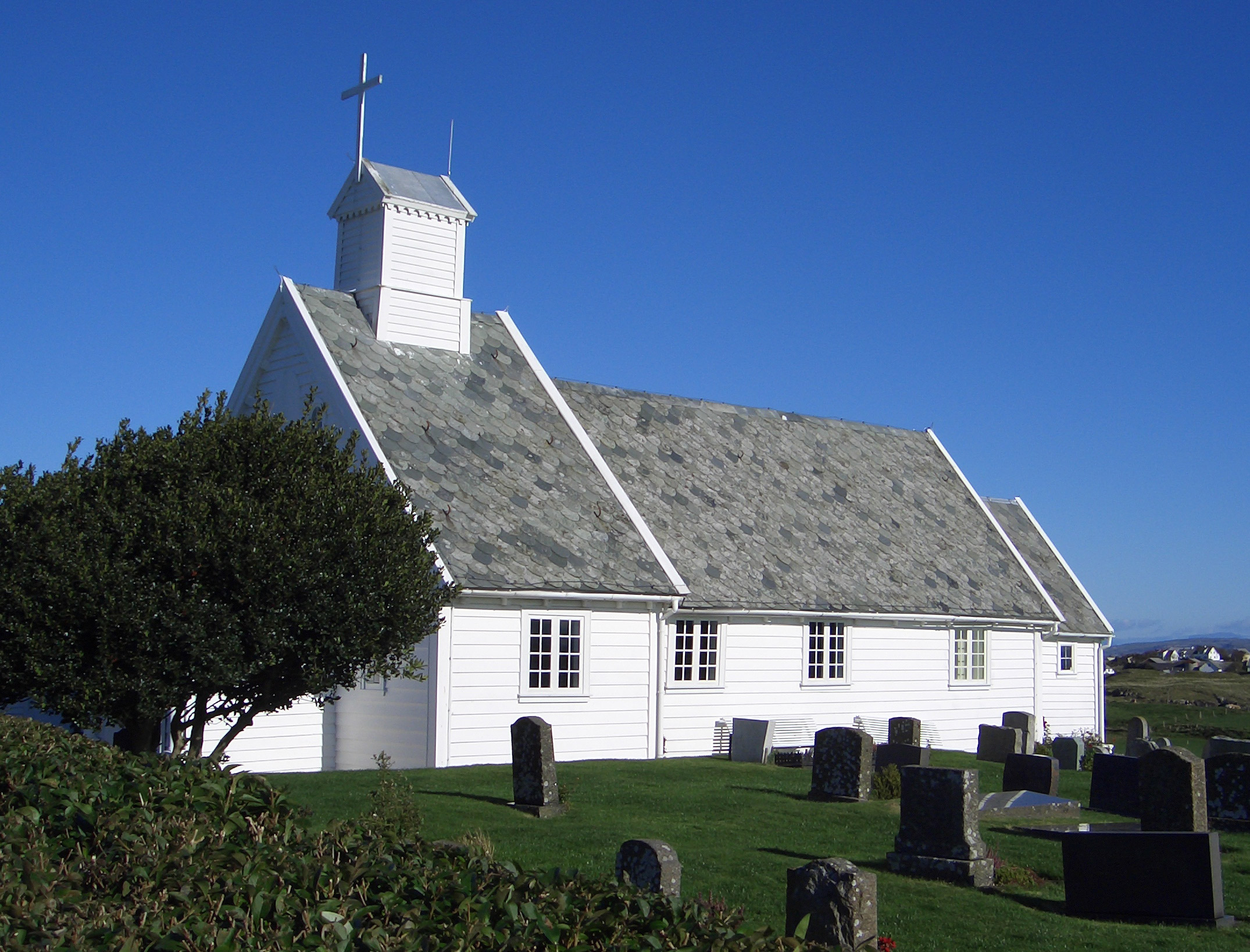
Kvitsøy kyrka.
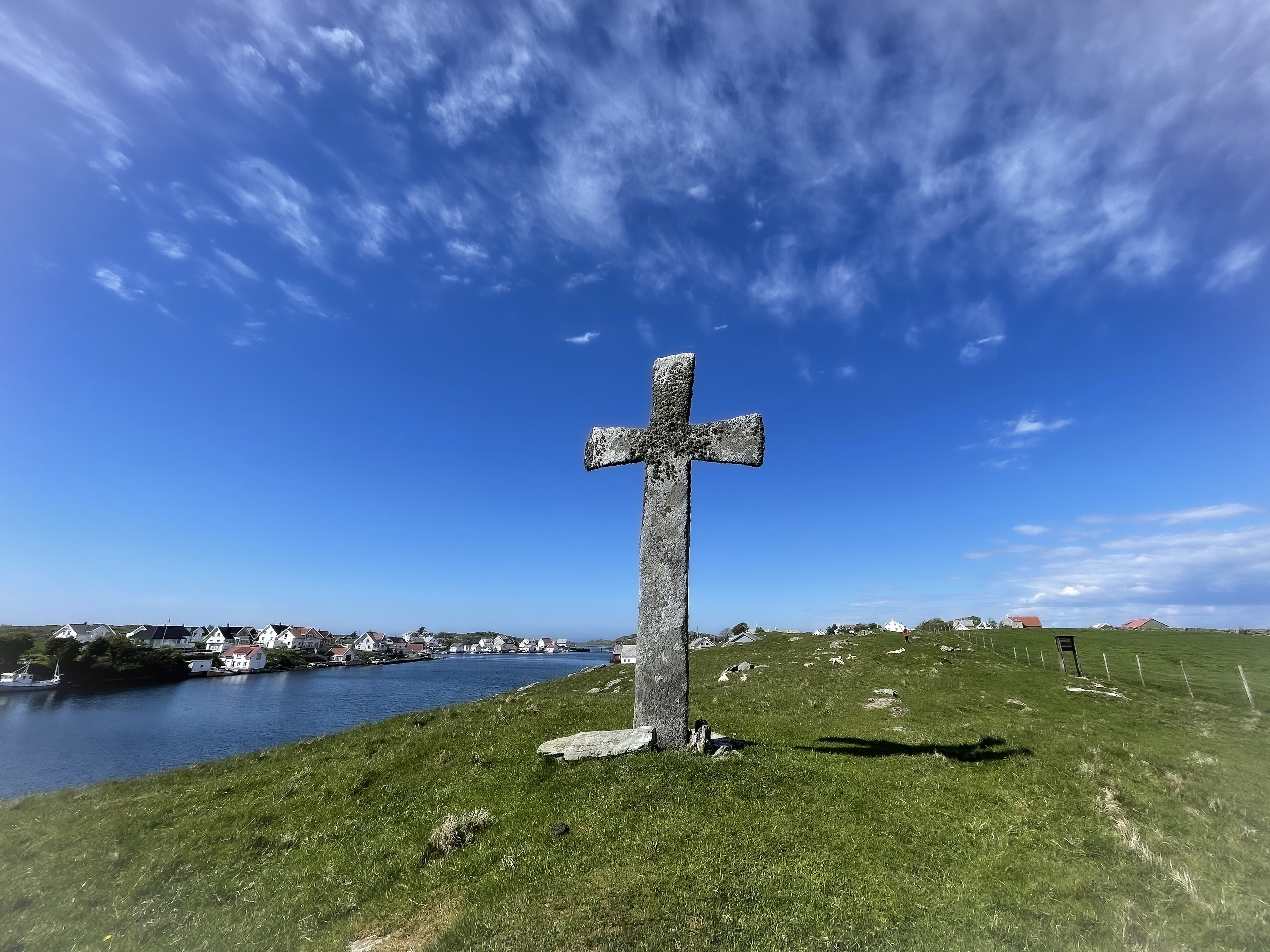
Stenkorset på Kvitsøy.